# Kevin Burleson
Kevin Darnell Burleson, né le 9 avril 1979 à Seattle dans l'État de Washington, est un joueur puis entraîneur américain de basket-ball.